# Gorronz-Olano
Gorronz-Olano (Gorrontz-Olano en euskera) es un concejo de la Comunidad Foral de Navarra perteneciente al municipio de Ulzama. Está situado en la Merindad de Pamplona, en la Comarca de Ultzamaldea. Incluye dos localidades situadas a poco más de 300 m de distancia, una de otra. La población del concejo en 2014 fue de 29 habitantes (INE).

## Demografía
| Padrón correspondiente al año > | 2000 | 2002 | 2004 | 2006 | 2008 | 2010 | 2012 | 2014 | 2016 | 2018 |
| Gorronz-Olano                   | 30   | 31   | 32   | 35   | 32   | 30   | 30   | 29   | 30   | 31   |